# Namdalseid
Namdalseid este o comună din provincia Nord-Trøndelag, Norvegia.